# North West Brook-Ivany's Cove-Queen's Cove
North West Brook-Ivany's Cove-Queen's Cove was een designated place (DPL) in de Canadese provincie Newfoundland en Labrador. De censusdivisie bevond zich aan de oostkust van het eiland Newfoundland en werd gebruikt bij de volkstellingen van 2011 en 2016.

## Geografie
North West Brook-Ivany's Cove-Queen's Cove bestond uit de drie dorpen aan de uiterste zuidwestkust van Southwest Arm. Dat is een 24 km lange zeearm aan de oostkust van Newfoundland. Het betreft met name, van west naar oost, de plaatsen Ivany's Cove, North West Brook en Queen's Cove. De designated place vormde sinds zijn oprichting een onderdeel van het local service district Random Sound West.

## Demografie
De DPL werd voor het eerst gebruikt bij de volkstelling van 2011. Voorheen was er sprake van de DPL North West Brook-Ivany's Cove enerzijds en de DPL Queen's Cove anderzijds. Tussen 2011 en 2016 steeg de bevolkingsomvang van 380 naar 391.
Bij de volkstelling van 2021 maakte Statistics Canada niet langer gebruik van North West Brook-Ivany's Cove-Queen's Cove als designated place. Dit door de oprichting van een met het local service district samenvallende DPL genaamd Random Sound West.